# HD 114837
HD 114837，又名CP-58 4740，SAO 240666、HR 4989，是一颗恒星，视星等为4.92，位于銀經305.87，銀緯3.64，其B1900.0坐标为赤經13h 8m 3.3s，赤緯-58° 3.64′ 7″。